# Thelopsis melathelia
Thelopsis melathelia är en lavart som beskrevs av Nyl. Thelopsis melathelia ingår i släktet Thelopsis och familjen Stictidaceae.  Arten är reproducerande i Sverige. Inga underarter finns listade i Catalogue of Life.